# Dobroč
Dobroč este o comună slovacă, aflată în districtul Lučenec din regiunea Banská Bystrica. Localitatea se află la altitudinea de 272 m deasupra n.m., se întinde pe o suprafață de 18,87 km2 și în 2017 număra 620 de locuitori.

## Istoric
Localitatea Dobroč este atestată documentar din 1393.

## Demografie
| An:                | 1994 | 2004   | 2014   | 2024   |
| ------------------ | ---- | ------ | ------ | ------ |
| Număr de persoane: | 714  | 680    | 642    | 598    |
| Diferență:         |      | −4,76% | −5,58% | −6,85% |

| An:                | 2023 | 2024   |
| ------------------ | ---- | ------ |
| Număr de persoane: | 596  | 598    |
| Diferență:         |      | +0,33% |